# Magyar Testgyakorlók Köre Budapest Futball Club
L'MTK Budapest FC (nome completo Magyar Testgyakorlók Köre Budapest Futball Club), nota anche come MTK Budapest o solo MTK e in passato  Vörös Lobogó e MTK Hungária, è una società calcistica con sede a Budapest, in Ungheria.
È la seconda squadra di calcio più titolata del paese. Fondato nel 1888, il club bianco blu della capitale magiara ha vinto ventitré campionati, dodici coppe nazionali e due Supercoppe.
A livello internazionale vanta due Coppe Mitropa, più una finale di Coppa delle Coppe persa contro lo Sporting Lisbona nell'edizione 1963-1964.
Il calciatore più prestigioso è Nándor Hidegkuti, che fu uno dei punti di forza della grande Nazionale ungherese degli anni cinquanta. Nel 2002, dopo la sua scomparsa, l'MTK gli ha intitolato il proprio stadio.

## Storia
Il 16 novembre 1888 viene fondato a Budapest il Magyar Testgyakorlók Köre, società in cui all'epoca si praticava solo scherma e ginnastica. La divisione calcistica viene aggiunta il 12 marzo 1901, anno di inizio del campionato ungherese.
Il club esordisce in massima divisione nel 1903, e conclude il campionato al terzo posto. L'anno successivo vince il primo titolo, ma è poco prima dello scoppio della prima guerra mondiale che comincia un ciclo che lo porterà a vincere dieci titoli tra il 1913-1914 e il fino al 1924-1925, oltre a varie edizioni della Magyar Kupa. Inoltre, prima dello scoppio della seconda guerra mondiale vince altri tre titoli. Nel 1941 venne disciolto in quanto ad identità marcatamente ebraica, per poi essere rifondato dopo la guerra.
Nel dopoguerra, oltre a vincere altri titoli in patria e a fornire alcuni giocatori alla famosa Squadra d'oro, tra cui Péter Palotás e Nándor Hidegkuti, comincia a vincere e a ben figurare nelle competizioni europee. Infatti vince un'edizione della Coppa Mitropa nel 1955, un secondo posto nella medesima competizione nel 1959, una semifinale nella Coppa delle Fiere 1961-1962, di nuovo una vittoria nel Coppa Mitropa 1963, e infine un secondo posto nella Coppa delle Coppe 1963-1964.
Per il resto, l'MTK vince il diciottesimo titolo nel 1957-1958, ma dovrà attendere fino al campionato 1986-87 per tornare alla vittoria in patria. In mezzo si segnala la vittoria della Magyar Kupa nel 1968 e addirittura la retrocessione al termine della stagione 1980-81, stessa cosa accaduta nel campionato 1993-94. In entrambi i casi, comunque, l'assenza dal massimo campionato è durata solo una stagione.
La stagione 1996-97 è sicuramente da incorniciare: oltre a vincere il campionato, l'MTK conquista anche la Magyar Kupa, realizzando così il double. In queste condizioni viene assegnata automaticamente anche la Magyar Szuper Kupa, che l'MTK conquista per la prima volta, ma il titolo non è riconosciuto ufficialmente in quanto la federazione ungherese non organizzò la Supercoppa tra il 1996 e il 2001.
Dopo altri due titoli (2002-2003 e 2007-2008) e due Magyar Szuper Kupa negli stessi anni, l'MTK termina il campionato 2010-2011 in quindicesima posizione e retrocede in Nemzeti Bajnokság II. La permanenza in seconda divisione dura però solo una stagione, perché al termine del campionato 2011-2012 ritorna subito nella massima serie ungherese, stravincendo il proprio girone di Nemzeti Bajnokság II con 16 punti di vantaggio sulla seconda classificata. Nella stessa stagione gioca anche la finale della Coppa d'Ungheria con il Debrecen e, pur perdendola (ma solo dopo i calci di rigore), guadagna comunque l'accesso alla Europa League 2012-2013, grazie alla contemporanea vittoria del Debrecen del campionato e alla conseguente partecipazione del Debrecen alla Champions League. Il cammino in Europa League è tuttavia breve, venendo eliminato al primo turno preliminare dagli slovacchi del Senica.
Nelle stagioni successive il miglior piazzamento è il 3º posto ottenuto nel campionato 2014/2015.
Nella stagione 2016/2017 chiude all'11° e penultimo posto retrocedendo in Nemzeti Bajnokság II.
Nella successiva stagione 2017/2018 vince con ampio margine di vantaggio il campionato di seconda divisione ritornando in Nemzeti Bajnokság I. Nel campionato 2018/2019 dopo un buon avvio crolla nel girone di ritorno subendo una nuova retrocessione in seconda divisione. Nella stagione successiva (2019-2020), interrotta a 5 giornate dal termine a seguito dell'epidemia di Covid 19, al momento della sospensione si trova in testa con netto margine sulle inseguitrici e viene, pertanto, promossa nuovamente in prima divisione Nemzeti Bajnokság I.

## Cronologia dei nomi
- 1888-1926: Magyar Testgyakorlók Köre
- 1926-1940: Hungária Magyar Testgyakorlók Köre Futball Club
- 1940-1942: Hungária Magyar Testgyakorlók Köre Futball Club feloszlása
- 1942-1945: Magyar Testgyakorlók Köre feloszlatása
- 1945-1950: Magyar Testgyakorlók Köre
- 1950-1951: Budapesti Textiles Sport Egyesület
- 1951-1953: Budapesti Bástya Sport Egyesület
- 1953-1956: Budapesti Vörös Lobogó Sport Egyesület
- 1956-1975: Magyar Testgyakorlók Köre
- 1975-1990: Magyar Testgyakorlók Köre-Vörös Meteor Sport Kör
- 1990-1995: Magyar Testgyakorlók Köre
- 1995-1998: Magyar Testgyakorlók Köre Futball Club
- 1998-2003: Magyar Testgyakorlók Köre Hungária Futball Club
- 2003-: Magyar Testgyakorlók Köre Budapest Futball Club

## Palmarès

### Competizioni nazionali
- Campionato ungherese: 23

1904, 1907-1908, 1913-1914, 1916-1917, 1917-1918, 1918-1919, 1919-1920, 1920-1921, 1921-1922, 1922-1923, 1923-1924, 1924-1925, 1928-1929, 1935-1936, 1936-1937, 1951, 1953, 1957-1958, 1986-1987, 1996-1997, 1998-1999, 2002-2003, 2007-2008
- Coppa d'Ungheria: 12

1909-1910, 1910-1911, 1911-1912, 1913-1914, 1922-1923, 1924-1925, 1931-1932, 1951-1952, 1968, 1996-1997, 1997-1998, 1999-2000
- Supercoppa d'Ungheria: 2 [1][2][3][4]

2003, 2008
- Nemzeti Bajnokság II: 5

1981-1982, 1994-1995 (ovest), 2011-2012 (ovest), 2017-2018, 2019-2020

### Competizioni internazionali
- Coppa Mitropa: 2

1955, 1963
- Coppa Intertoto: 2

1978, 1985

### Altri piazzamenti
- Campionato ungherese:

Secondo posto: 1909-1910, 1910-1911, 1911-1912, 1912-1913, 1925-1926, 1927-1928, 1930-1931, 1932-1933, 1939-1940, 1948-1949, 1950, 1952, 1954, 1955, 1957, 1958-1959, 1962-1963, 1989-1990, 1999-2000, 2006-2007
Terzo posto: 1903, 1905, 1906-1907, 1926-1927, 1929-1930, 1931-1932, 1934-1935, 1937-1938, 1938-1939, 1949-1950, 1956, 1960-1961, 1977-1978, 1988-1989, 2001-2002, 2004-2005, 2014-2015
- Coppa d'Ungheria:

Finalista: 1934-1935, 1975-1976, 2011-2012
Semifinalista: 1927-1928, 1969-1970, 1981-1982, 1984-1985, 1986-1987, 2008-2009, 2013-2014, 2019-2020, 2020-2021, 2024-2025
- Coppa di Lega ungherese:

Semifinalista: 2014-2015
- Nemzeti Bajnokság II:

Secondo posto: 1902
- Coppa delle Fiere:

Semifinalista: 1961-1962
- Coppa dell'Europa Centrale / Coppa Mitropa:

Finalista: 1959
Semifinalista: 1927, 1956, 1958, 1970-1971

## Giocatori celebri

### Vincitori di titoli
Calciatori campioni olimpici di calcio
- János Börzsei (Helsinki 1952)
- Sándor Gellér (Helsinki 1952)
- Nándor Hidegkuti (Helsinki 1952)
- Imre Kovács (Helsinki 1952)
- Mihály Lantos (Helsinki 1952)
- Péter Palotás (Helsinki 1952)
- József Zakariás (Helsinki 1952)
- István Nagy (Tokyo 1964)
- Lajos Dunai (Città del Messico 1968)

## Organico

### Rosa 2020-2021
Aggiornata al 12 gennaio 2021.
| N. |                       | Ruolo | Calciatore        |
| -- | --------------------- | ----- | ----------------- |
| 1  | Montenegro (bandiera) | P     | Milan Mijatović   |
| 2  | Ungheria (bandiera)   | D     | Benedek Varju     |
| 3  | Ghana (bandiera)      | A     | Clinton Osei      |
| 4  | Portogallo (bandiera) | D     | Tiago Ferreira    |
| 5  | Ungheria (bandiera)   | D     | Zsombor Nagy      |
| 6  | Ungheria (bandiera)   | C     | Benjámin Cseke    |
| 7  | Ungheria (bandiera)   | A     | Szabolcs Schön    |
| 8  | Ungheria (bandiera)   | C     | Szabolcs Mezei    |
| 9  | Ungheria (bandiera)   | A     | Bence Bíró        |
| 10 | Ungheria (bandiera)   | C     | Martin Palincsár  |
| 12 | Ungheria (bandiera)   | P     | Dániel Winter     |
| 13 | Ungheria (bandiera)   | A     | Zalán Vancsa      |
| 14 | Ungheria (bandiera)   | C     | Mihály Kata       |
| 15 | Ungheria (bandiera)   | D     | Szabolcs Barna    |
| 16 | Colombia (bandiera)   | D     | Sebastián Herrera |
| 17 | Ungheria (bandiera)   | A     | Dániel Prosser    |
| 18 | Ungheria (bandiera)   | P     | Dániel Varasdi    |

| N. |                                 | Ruolo | Calciatore              |
| -- | ------------------------------- | ----- | ----------------------- |
| 19 | Ungheria (bandiera)             | C     | József Kanta (capitano) |
| 20 | Nigeria (bandiera)              | D     | Patrick Ikenne-King     |
| 21 | Ungheria (bandiera)             | C     | Benjamin Balázs         |
| 24 | Serbia (bandiera)               | C     | Srđan Dimitrov          |
| 25 | Ungheria (bandiera)             | P     | Bence Somodi            |
| 26 | Bosnia ed Erzegovina (bandiera) | A     | Andrija Drljo           |
| 27 | Ungheria (bandiera)             | C     | Barnabás Biben          |
| 28 | Ungheria (bandiera)             | D     | Ádám Pintér             |
| 30 | Macedonia del Nord (bandiera)   | A     | Bojan Miovski           |
| 33 | Ungheria (bandiera)             | P     | Szabolcs Velicskó       |
| 34 | Ungheria (bandiera)             | C     | Mátyás Kovács           |
| 35 | Ungheria (bandiera)             | C     | Artúr Horváth           |
| 77 | Ungheria (bandiera)             | D     | Ákos Baki               |
| 99 | Brasile (bandiera)              | A     | Myke                    |
|    | Finlandia (bandiera)            | D     | Nikolai Alho            |
|    | Ungheria (bandiera)             | A     | Olivér Horváth          |
|    | Ungheria (bandiera)             | A     | Roland Varga            |